# 住友雄資
住友 雄資（すみとも ゆうじ、1961年 - ）は、日本の社会福祉学者。臨床福祉博士（北海道医療大学）。専門は、精神保健福祉論・ソーシャルワーク論。

## 略歴
1986年日本福祉大学社会福祉学部卒業。1988年同大学院社会福祉学研究科修士課程修了。精神障害者復帰施設勤務などを経て、1993年高知女子大学保育短期大学部専任講師。1995年高知女子大学保育短期大学部助教授。1998年高知女子大学社会福祉学部助教授。2003年第13回高知出版学術賞受賞。2005年北海道医療大学大学院看護福祉学研究科臨床福祉学専攻博士課程修了。2005年高知女子大学社会福祉学部教授。2011年高知県立大学社会福祉学部教授。2013年福岡県立大学人間社会学部教授。
この他、精神保健福祉士国家試験委員（1998年-2004年、2006年-2016年）、高知県社会福祉審議会委員長（2007年-2010年）なども務めた。

## 著書
- 『精神科ソーシャルワーク』中央法規出版、2001年
- 『精神保健福祉実践ハンドブック』編著、日総研出版、2002年
- 『新しいソーシャルワーク　社会福祉援助技術入門』共編、中央法規出版、2005年
- 『精神保健福祉士のための地域生活支援活動』金剛出版、2017年

## 参考
- 研究者 - researchmap
- KAKEN